# Bom Jesus (Angola)

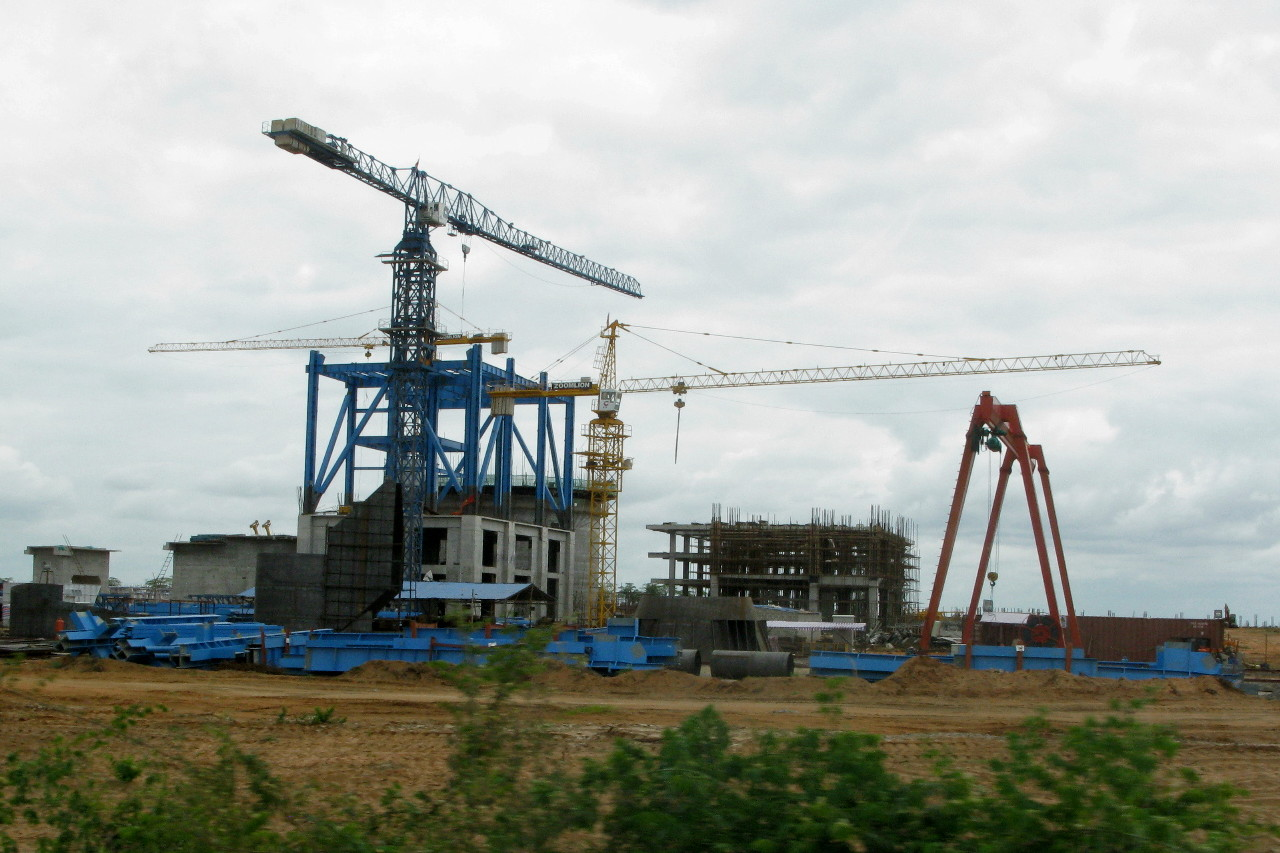
Bom Jesus, Bau einer Zementfabrik (2009)

Bom Jesus ist ein Ort und eine Gemeinde in Angola. Der Ort liegt am Ufer des Flusses Cuanza, etwa 60 km südöstlich von Luanda entfernt.

## Verwaltung
Bom Jesus ist Sitz einer gleichnamigen Gemeinde (Comuna) im gleichnamigen Kreis (Município) in der Provinz Icolo e Bengo.
Neben dem Hauptort sind die wichtigsten Ortschaften der Gemeinde:
- Cassenda
- Coxe
- Quilómetro-44
- Zambela

## Wirtschaft
In der Gemeinde gibt es eine alte Zuckerfabrik und eine neu errichtete Fabrik der Coca-Cola. In der COBEJE (Companhia de Bebidas do Bom Jesus) braut die Cuca BGI hier Bier der Marken Cuca und Nocal.
Derzeit wird nördlich der Gemeinde am neuen internationalen Flughafen von Luanda, dem Angola International Airport gebaut. So liegen der Kontrollturm und die Verwaltungsgebäude im Gemeindegebiet.

### Wirtschaftliche Ausdehnung schafft Probleme
Der enorme Bauboom in Angolas Hauptstadt Luanda sorgt seit einigen Jahren für einen immer massiveren Druck und damit verbundene stärkere Ausdehnung von Wirtschafts- und Industrieflächen Richtung Osten in die Provinz Bengo. Mit am meisten betroffen sind die Einwohner von Bom Jesus. Hier soll auf einer Fläche von 30 Quadratkilometern der Großflughafen Angola International Airport entstehen. Der Verwalter der Gemeinde, Serafim Catarina, fordert deshalb eine intensivere Zusammenarbeit zur wirtschaftlichen Entwicklung in der Region. Die Bedingungen für die Bevölkerung von Bom Jesus sind nicht gut, so dass es eine Zusammenarbeit mit den neu sich installierenden Unternehmen bedarf, um die Probleme des Bezirks zu lösen.

### Großprojekte in Luanda und verbreitete Armut
Primär geht es um die Verbesserung von Basisdienstleistungen für die Bevölkerung, vor allem in den Bereichen Gesundheit, Bildung, Trinkwasserverteilung, Stromversorgung und medizinischer Versorgung mit Medikamenten. Die Bevölkerung des Ortes befürchtet eine Annexion durch die Provinz Luanda und somit weiteren wirtschaftlichen Druck. Ihren Unmut über diverse Mangelerscheinungen im Ort machten sie im Mai 2010 bei einer Demonstration geltend.